# Vườn Viên Minh

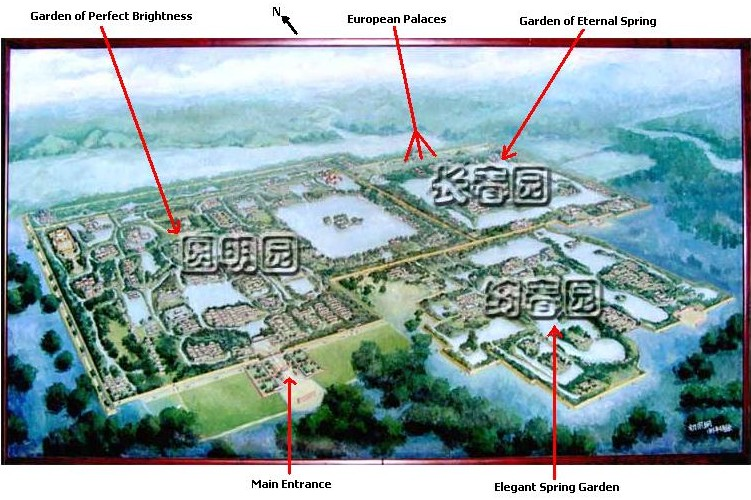
Các khu Ngự Viên xưa kia

Vườn Viên Minh (giản thể: 圆明园; phồn thể: 圓明園; Hán-Việt: Viên Minh Viên; bính âm: Yuánmíng Yuán), ban đầu được gọi là Ngự Viên (giản thể: 御园; phồn thể: 御園; bính âm: Yù Yuán), là một tổ hợp các cung điện và vườn nằm cách thành Bắc Kinh 8 km về phía tây bắc, được xây vào thế kỷ 18 và đầu thế kỷ 19, là nơi các hoàng đế của nhà Thanh ở và cai quản triều chính (Tử Cấm Thành bên trong thành Bắc Kinh chỉ được sử dụng trong các cuộc lễ chính thức). Viên Minh Viên nổi tiếng vì có các khu vườn và tòa nhà và các công trình nghệ thuật (một tên phổ biến ở Trung Quốc của khu này "Vườn của muôn vườn", giản thể: 万园之园; phồn thể: 萬園之園; bính âm: wàn yuán zhī yuán), Ngự Viên đã bị các đội quân từ Anh và Pháp phá hủy hoàn toàn năm 1860. Ngày nay, cuộc phá hủy khu vực này khi xưa vẫn được coi là một biểu tượng của sự xâm lược của ngoại bang và sự làm nhục ở Trung Quốc.

## Lịch sử kiến tạo và quy mô
Khu vực Viên Minh Viên thời cổ đại vốn chỉ là nơi cây cỏ rậm rạp, đến thời nhà Liêu và nhà Kim bắt đầu có những cung điện, đền đài được xây dựng. Đến thời nhà Nguyên có nhiều tư dinh được xây dựng và sang triều Minh càng thịnh hành hơn nữa, khu vực này được gọi là Đan Lăng Phán (丹菱沜).
Đến thời Thanh, Khang Hy thường tuần thú Giang Nam và rất thích phong cảnh Giang Nam nên đã cho xây dựng ở đây hành cung kiểu Giang Nam gọi là Sướng Xuân Viên (畅春园) đồng thời đem các khu quanh đó thưởng cho các thân vương. Trong đó có khu một khu được Khang Hy năm 1707 ban cho Tứ hoàng tử Dận Chân (sau này là vua Ung Chính) và được Khang Hy ban cho tên là Minh Viên 圓明園. Thời gian bắt đầu công cuộc xây dựng vẫn còn nhiều tranh cãi nhưng nhiều ý kiến thống nhất là năm Khang Hy 48 tức là năm 1709.
Sau thời Ung Chính, đến năm Càn Long thứ 2 1737 tiến hành mở rộng và đến năm 1744 thì cơ bản hoàn thành, hình thành nên Viên Minh Viên thập tứ cảnh (圆明园十四景). Xung quanh Viên Minh Viên, Càn Long còn cho xây thêm 2 khu nữa là Trường Xuân Viên (長春園) và Kỳ Xuân Viên (綺春園) ở phía Đông và phía Nam. Trong đó Trường Xuân Viên được khởi công xây dựng năm Càn Long thứ 3 1738 và hoàn thành năm 1749. Kỳ Xuân Viên được bắt đầu từ năm Càn Long thứ 37 1772 do hợp nhất và cải tạo những khu vườn của các thân vương, công chúa. Đến đời Gia Khánh, lại cho mở rộng phí Tây Lộ. 3 khu vườn được kết nối liên thông, lấy Viên Minh Viên làm chủ đạo nên được gọi chung là Viên Minh Tam Viên “圆明三园” hay gọi tắt chung lại là Viên Minh Viên. Suốt thời Gia Khánh, Viên Minh Viên còn được tôn tạo nhiều, từ các đời hoàng đế về sau, ngân khố thiếu hụt không cho phép trùng tu, tôn tạo thêm.
Toàn bộ khu vườn có 123 thắng cảnh trong đó Viên Minh Viên có 69 thắng cảnh, Trường Xuân Viên 24 và Vạn Xuân Viên 30, kỳ quan nằm trên diện tích chừng 3,5 km2. Viên Minh Viên còn có 19 cổng, 5 đập nước, hơn 140 tòa kiến trúc cổ, hơn 100 cây cầu gỗ. Ngoài ra, ở đây cũng lưu trữ rất nhiều sách cổ quý giá.

## Sự hủy hoại
Năm 1860, trong cuộc chiến tranh Nha Phiến lần 2, liên quân Anh, Pháp tấn công thành Bắc Kinh, Bá tước xứ Elgin đã cho đốt Viên Minh Viên để gây sức ép lên triều đình Nhà Thanh, buộc họ phải đầu hàng và ký vào Công ước Bắc Kinh, nhiều cổ vật đã bị cướp để đưa về Anh. Hơn 300 quan lại trông coi và cung nữ đã bị chết cháy. Sau khi bị hủy hoại, một số công trình vẫn còn sót lại, đến năm 1873, dưới thời Đồng Trị, có kế hoạch trùng tu lại một phần làm chỗ an dưỡng cho hai vị thái hậu Từ Hy và Từ An nhưng ngân khố thiếu hụt nên phải kết thúc sau 11 tháng. Sau đó vẫn còn một số cải tạo nhỏ khác. Các khu vực trong Viên Minh Viên vẫn còn ít nhiều được sử dụng.
Ngày 14 tháng 8 năm 1900, liên quân 8 nước tấn công đến Bắc Kinh, Quang Tự và Từ Hy phải bỏ kinh đô mà tháo chạy. Viên Minh Viên lại một lần nữa bị cướp phá và hủy hoại. Từ đó, Viên Minh Viên trở thành nơi hoang tàn, các khu vực không bị bỏ hoang thì bị lấn chiếm.

## Công cuộc phục dựng
Trong suốt những năm loạn lạc sau đó, Viên Minh Viên không được đoái hoài và gần như đi đến xóa sổ. Năm 1950, Thủ tướng Trung Quốc Chu Ân Lai có chỉ đạo phải giữ gìn khu di tích này. Tuy nhiên khu vực Viên Minh Viên đã bị lấn chiếm nhiều... Mãi tới năm 1976, Chính phủ Trung Quốc bắt đầu tiến hành khảo sát và thu hồi lại toàn bộ khu đất thuộc ba khu của Viên Minh Viên và lên kế hoạch xây dựng lại. Vào những năm 80 của thế kỷ 20, Chính quyền thành phố Bắc Kinh công bố kế hoạch xây dựng lại Viên Minh Viên. Từ năm 1983, Bắc Kinh bắt đầu xây tường xung quanh để bảo vệ, năm 1984 bắt đầu cho sửa lại một số thắng cảnh và năm 1988 bắt đầu mở lại “Di chỉ Viên Minh Viên” (圆明园遗址) cho du khách tham quan. Năm 2000 và 2002, Chính quyền thành phố Bắc Kinh cho công bố “Quy hoạch công viên di chỉ Viên Minh Viên” (圆明园遗址公园规划) và “Quy hoạch bảo hộ khu di tích Viên Minh Viên” (圆明园遗址保护专项规划). Theo quy hoạch, Bắc Kinh xây dựng lại ba khu của Viên Minh Viên từ năm 2002 – 2011. Tới năm 2009, phần lớn di tích Viên Minh Viên được xây dựng lại và đón khách tham quan. Hiện nay, khu di tích này được liệt vào Di tích bảo hộ quốc gia.
Cùng với việc tái tạo Viên Minh Viên Bắc Kinh, nhiều địa phương ở Trung Quốc cũng tiến hành xây dựng những phiên bản Viên Minh Viên của địa phương mình.